# Никифоров, Георгий Андреевич
Георгий Андреевич Никифоров — геолог-проектировщик, лауреат Государственной премии СССР.
Родился 22.01.1919 г. в г. Улан-Удэ (Бурят-Монгольская АССР).
После окончания Иркутского горно-металлургического института (1940) — рудничный геолог, а затем начальник участка Ононо-Оловянинского рудника Оловокомбината (Читинская область).
Во время Великой Отечественной войны, окончив в 1944 году Московский военный институт иностранных языков, служил военным переводчиком штаба 304 гв. стрелкового полка 100-й гв. стрелковой дивизии в составе 2-го и 3-го Украинских фронтов, гвардии лейтенант. Награждён орденом Красной Звезды (15.04.1945), медалями «За взятие Вены», «За победу над Германией в Великой Отечественной войне».
После демобилизации — младший научный сотрудник НИИ-9 и там же учился в аспирантуре (1946—1949). В 1949—1951 гг. возглавлял геологический отдел Ермаковского свинцового рудоуправления.
С 1951 г. работал в ПромНИИпроекте (ВНИПИпромтехнологии) в должности главного инженера проекта. С 1954 по 1959 год в загранкомандировке в СГАО «Висмут» (ГДР), возглавлял Специальную проектную бригаду по решению сложных проблем, связанных с освоением, вскрытием и отработкой урановых месторождений. За успешное выполнение специального задания правительства награждён орденом «Знак Почёта» (1956).
С 1964 года главный инженер проекта в бюро комплексного проектирования ВНИПИпромтехнологии.
За разработку и внедрение проекта по созданию подземных емкостей при помощи ядерных взрывов на Оренбургском газоконденсатном месторождении в составе авторского коллектива удостоен звания лауреата Государственной премии СССР в области науки и техники за 1977 год.
Умер до 1986 года.